# Sclerothamnopsis
Sclerothamnopsis är ett släkte av svampdjur. Sclerothamnopsis ingår i familjen Tretodictyidae.
Kladogram enligt Catalogue of Life:
| Sclerothamnopsis | \| \| Sclerothamnopsis compressa \| \| \| \| \| \| Sclerothamnopsis schulzei \| \| \| \| |
|                  | \| \| Sclerothamnopsis compressa \| \| \| \| \| \| Sclerothamnopsis schulzei \| \| \| \| |
|                  | Anomochone                                                                               |
|                  |                                                                                          |
|                  | Cyrtaulon                                                                                |
|                  |                                                                                          |
|                  | Hexactinella                                                                             |
|                  |                                                                                          |
|                  | Psilocalyx                                                                               |
|                  |                                                                                          |
|                  | Sclerothamnus                                                                            |
|                  |                                                                                          |
|                  | Tretocalyx                                                                               |
|                  |                                                                                          |
|                  | Tretodictyum                                                                             |
|                  |                                                                                          |
|                  | Sclerothamnopsis compressa                                                               |
|                  |                                                                                          |
|                  | Sclerothamnopsis schulzei                                                                |
|                  |                                                                                          |

|  | Sclerothamnopsis compressa |
|  |                            |
|  | Sclerothamnopsis schulzei  |
|  |                            |